# Bridgeport (Colombie-Britannique)
Pour les articles homonymes, voir Bridgeport.
Bridgeport est une communauté située dans la province de la Colombie-Britannique, dans le sud-ouest.